# Cuatro Caminos, Cuetzalan del Progreso
Cuatro Caminos är en ort i Mexiko.   Den ligger i kommunen Cuetzalan del Progreso och delstaten Puebla, i den sydöstra delen av landet, 190 km öster om huvudstaden Mexico City. Cuatro Caminos ligger 700 meter över havet och antalet invånare är 301.
Terrängen runt Cuatro Caminos är huvudsakligen kuperad, men norrut är den platt. Runt Cuatro Caminos är det ganska tätbefolkat, med 134 invånare per kvadratkilometer. Närmaste större samhälle är Ciudad de Cuetzalan, 8,8 km väster om Cuatro Caminos. I omgivningarna runt Cuatro Caminos växer i huvudsak städsegrön lövskog.